# Prosthechea crassilabia
Prosthechea crassilabia es una orquídea epífita originaria de América. 

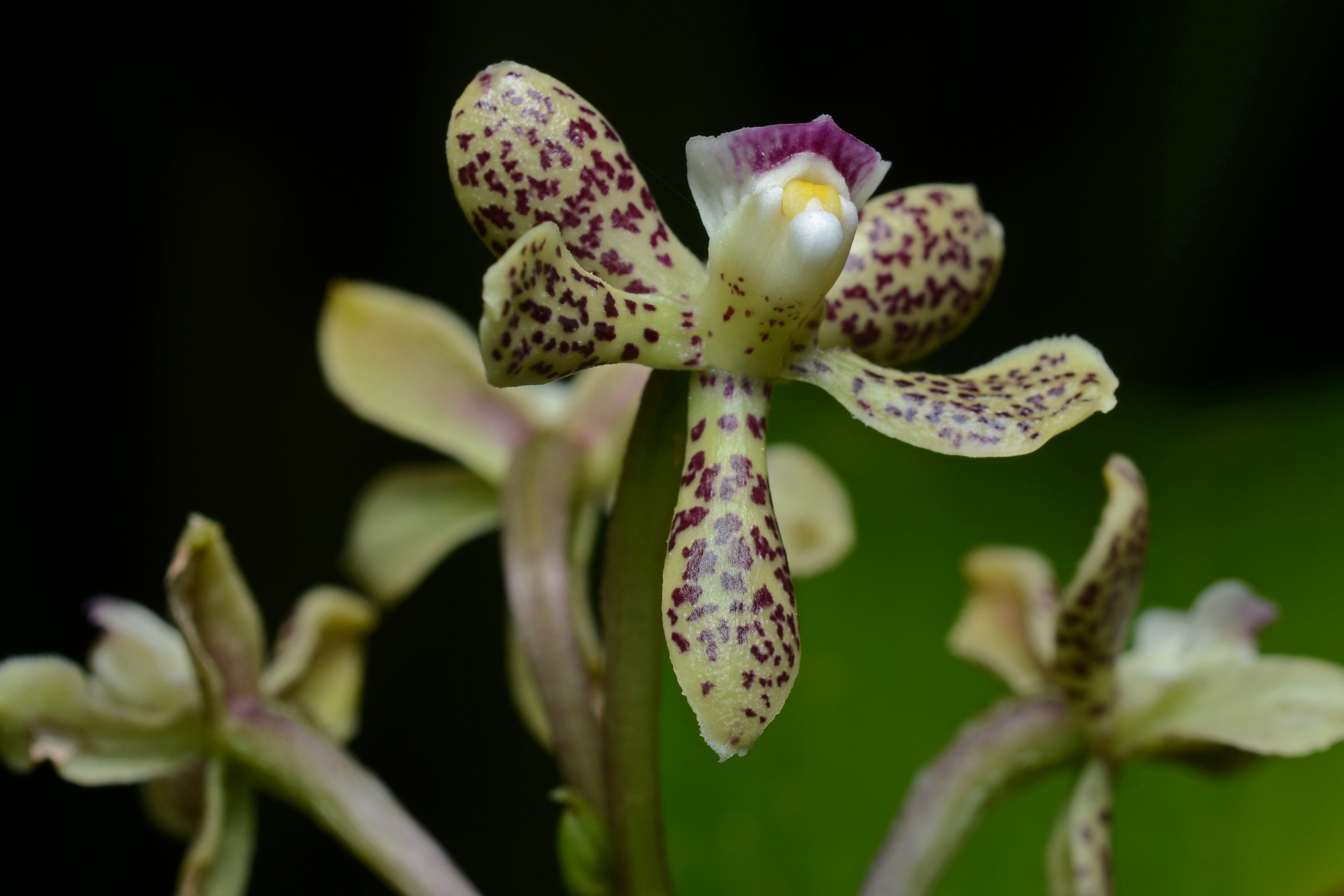
Flores

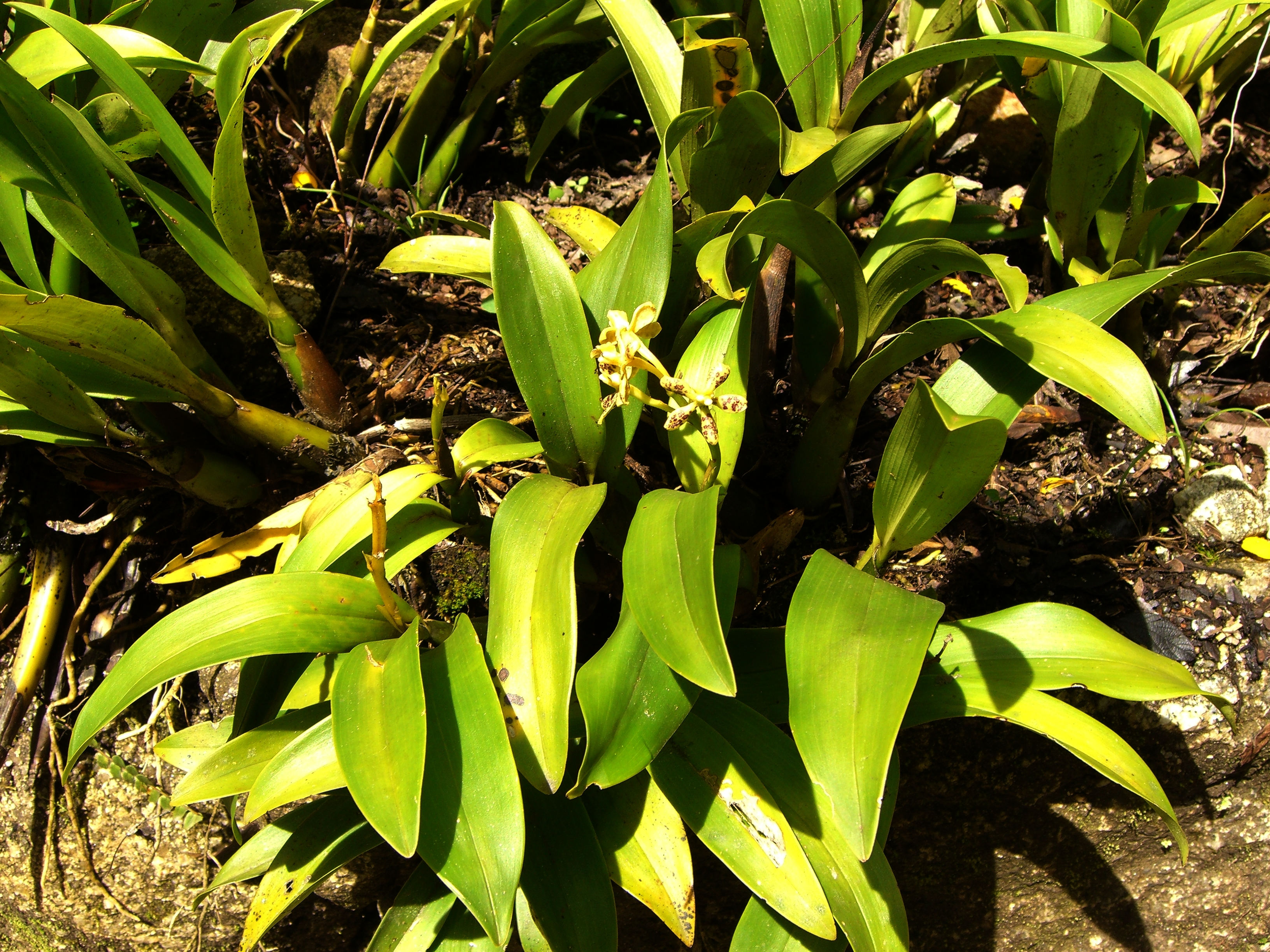
Vista de la planta

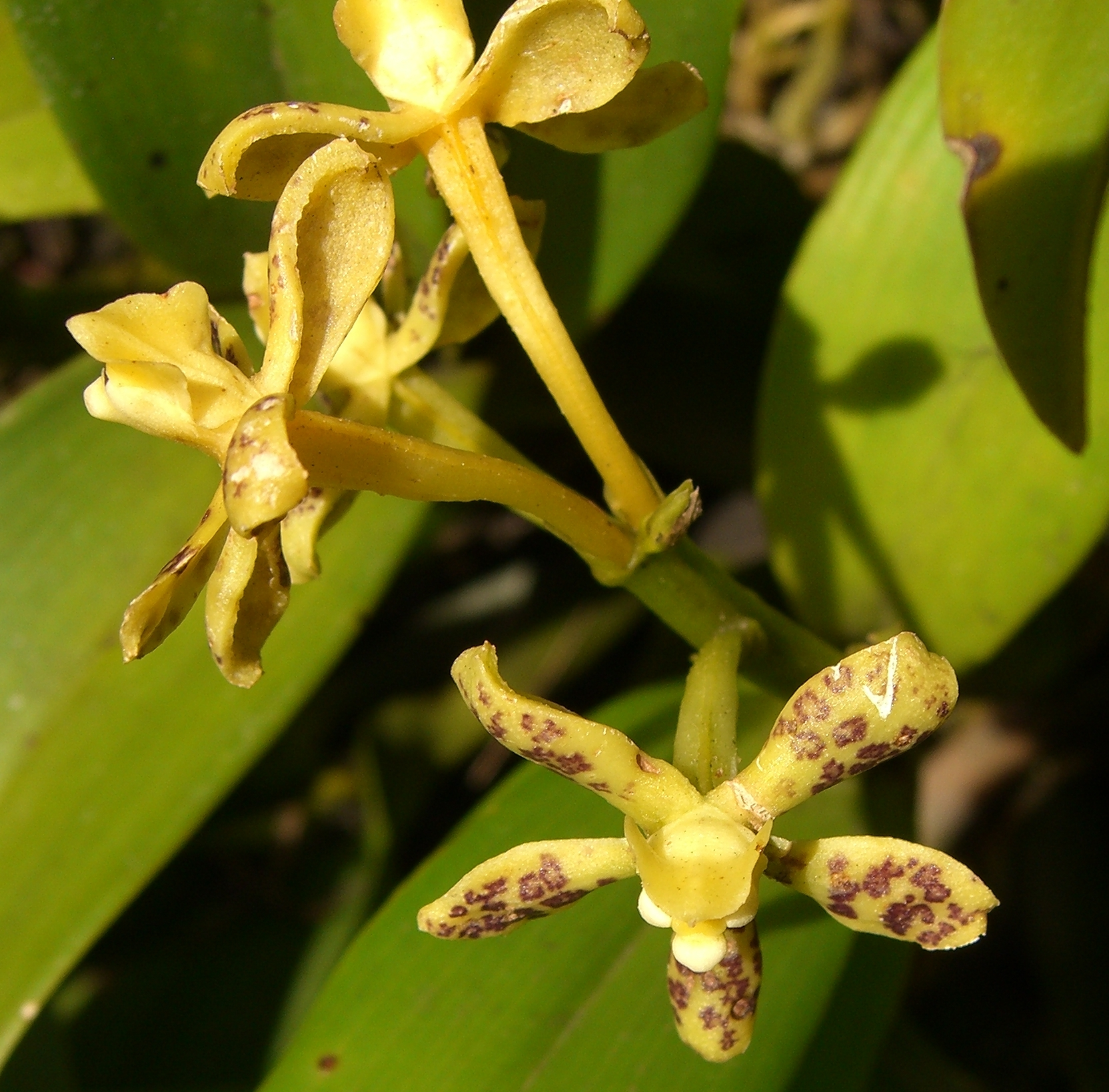
Flores

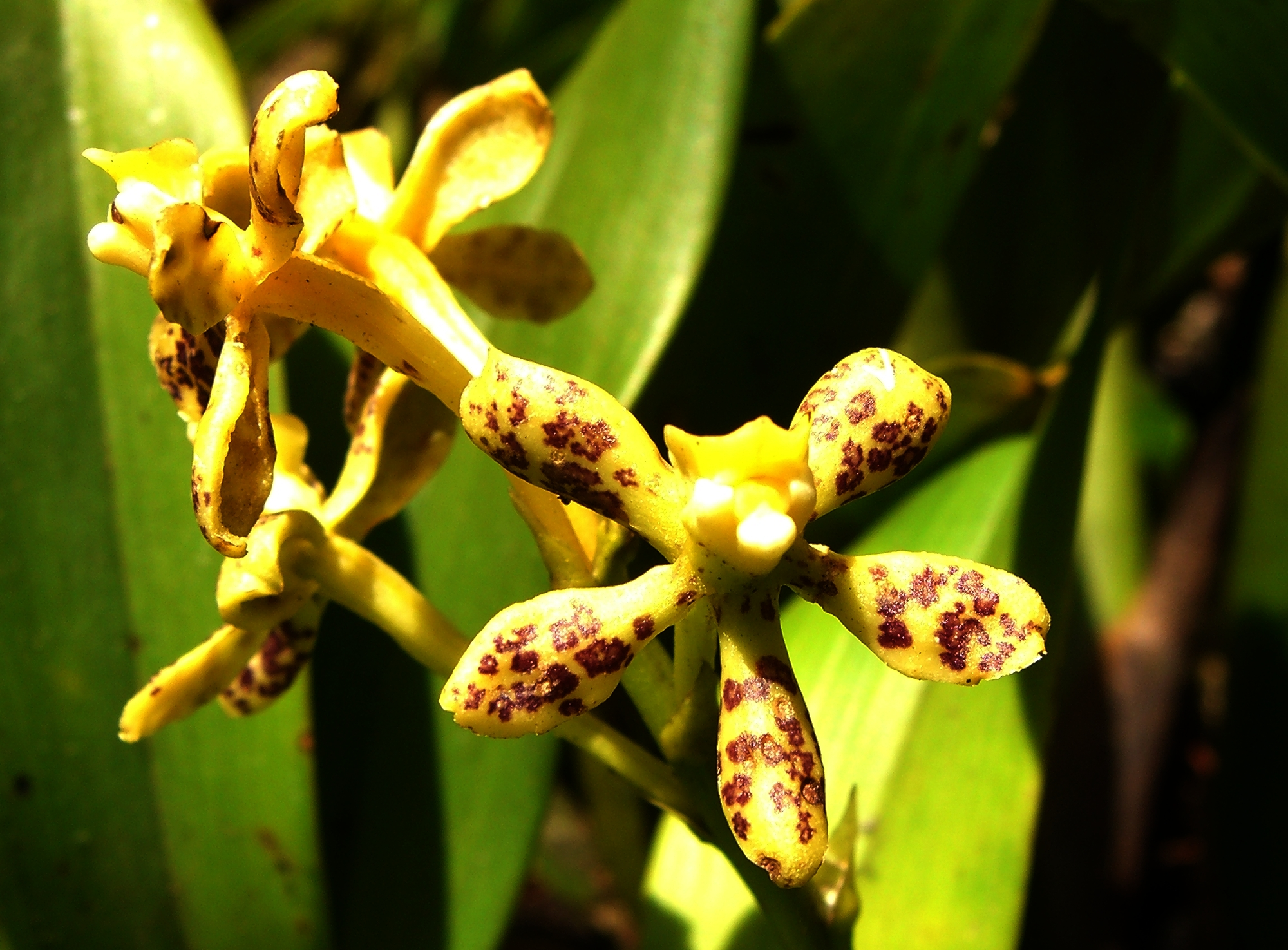
Detalle de la flor

## Descripción
Es una orquídea de tamaño medio, con hábitos de epifita u ocasionalmente litofita o terrestres, con clústeres, grandes,  ovoides, comprimidos o pseudobulbos largos y cilíndricos que llevan de 2 a 4 hojas, erecto-patentes, elíptico-lanceoladas a oblongo-lanceoladas, subagudas, estrechándose a continuación en la base. Florece en primavera, verano y caen en una inflorescencia terminal de 30 cm  de largo, racemosa, con 5-22 flores y que surge en un pseudobulbo recién madurado con flores no-retorcidas, carnosas, rígidas, de color variable.

## Distribución y hábitat
Se encuentra en Cuba, República Dominicana, Haití, Trinidad y Tobago, Nicaragua, Costa Rica, Panamá, Colombia, Ecuador, Perú, Venezuela, Surinam, Guyana Francesa, Guyana  en elevaciones de 1200 a 1900 metros en los bosques nubosos de pino-encino. 

## Taxonomía
Prosthechea crassilabia fue descrito por (Poepp. & Endl.) Carnevali & I.Ramírez y publicado en Flora of the Venezuelan Guayana 7: 538. 2003.
Etimología
Prosthechea: nombre genérico que deriva de las palabras griegas: prostheke (apéndice), en referencia al apéndice en la parte posterior de la columna.
crassilabia: epíteto latíno que significa "con un grueso labelo".
Sinonimia
- Anacheilium crassilabium (Poepp. & Endl.) Withner, P.A.Harding & Campacci
- Auliza wilsonii Acuña
- Encyclia christii (Rchb.f.) Dodson
- Encyclia crassilabia (Poepp. & Endl.) Dressler
- Encyclia feddeana (Kraenzl.) ined
- Encyclia leopardina (Rchb.f.) Dodson & Hágsater
- Encyclia longipes (Rchb. f.) Dodson
- Encyclia vespa subsp. triandra Dod
- Epidendrum baculibulbum Schltr.
- Epidendrum christii Rchb.f.
- Epidendrum coriaceum C.Parker ex Hook.
- Epidendrum coriaceum Focke
- Epidendrum crassilabium Poepp. & Endl.
- Epidendrum feddeanum Kraenzl.
- Epidendrum leopardinum Rchb.f.
- Epidendrum longipes Rchb.f.
- Epidendrum pachysepalum Klotzsch
- Epidendrum rhabdobulbon Schltr.
- Epidendrum rhopalobulbon Schltr.
- Epidendrum saccharatum Kraenzl.
- Epidendrum variegatum Hook.
- Epidendrum variegatum var. angustipetalum Hoehne
- Epidendrum variegatum var. coriaceum Lindl.
- Epidendrum variegatum var. crassilabium (Poepp. & Endl.) Lindl.
- Epidendrum variegatum var. leopardinum Lindl.
- Epidendrum variegatum var. lineatum Rchb.f.
- Epidendrum variegatum var. virens Lindl.
- Hormidium baculibulbum (Schltr.) Brieger
- Hormidium coriaceum (Lindl.) Brieger
- Hormidium variegatum Brieger
- Hormidium virens (Lindl.) Brieger
- Prosthechea christii (Rchb.f.) Dodson & Hágsater
- Prosthechea leopardina (Rchb.f.) Dodson & Hágsater
- Prosthechea longipes (Rchb.f.) Chiron
- Prosthechea pachysepala (Klotzsch) Chiron & V.P.Castro
- Prosthechea vespa subsp. duartiana Chiron & V.P.Castro
- Prosthechea vespa subsp. triandra (Dod) Nir[3][4]